# Schloss Marktoberdorf

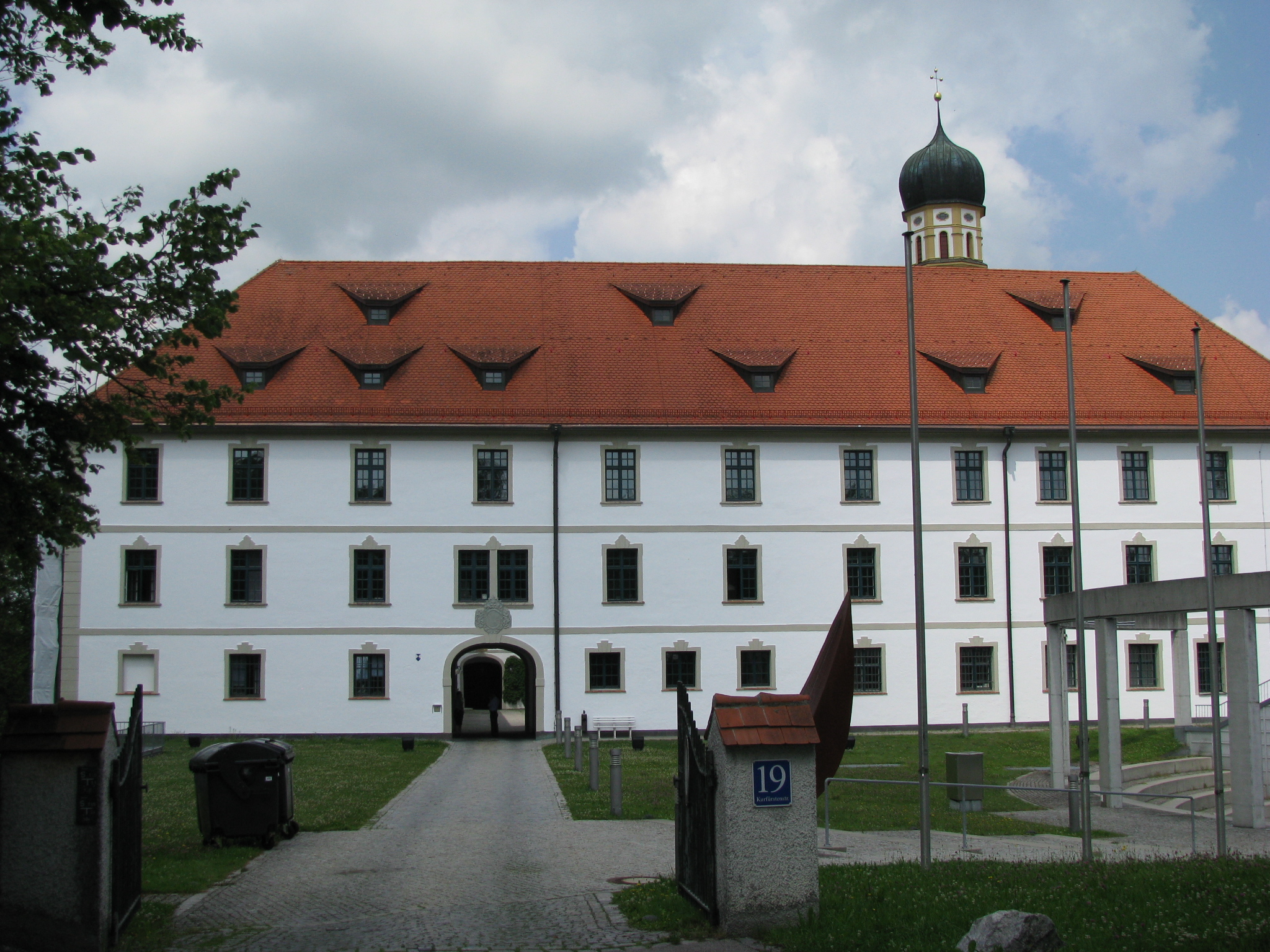
Das Fürstbischöfliche Schloss Marktoberdorf, dahinter die Turmspitze der Stadtpfarrkirche

Schloss Marktoberdorf ist ein ehemaliges fürstbischöfliches Schloss in Marktoberdorf im bayerischen Landkreis Ostallgäu. Es diente den Fürstbischöfen von Augsburg als Jagdschloss und Sommerresidenz.

## Geographische Lage
Das Schloss liegt am östlichen Ortsrand von Marktoberdorf in unmittelbarer Nähe der barocken Stadtpfarrkirche St. Martin. Von ihm führt Richtung Südosten die zwei Kilometer lange Kurfürstenallee, eine Lindenallee aus dem 18. Jahrhundert, zu einem Aussichtspunkt außerhalb der Stadt. Im Garten des Schlosses befindet sich ein unterirdischer Konzertsaal der Bayerischen Musikakademie Marktoberdorf.

## Geschichte

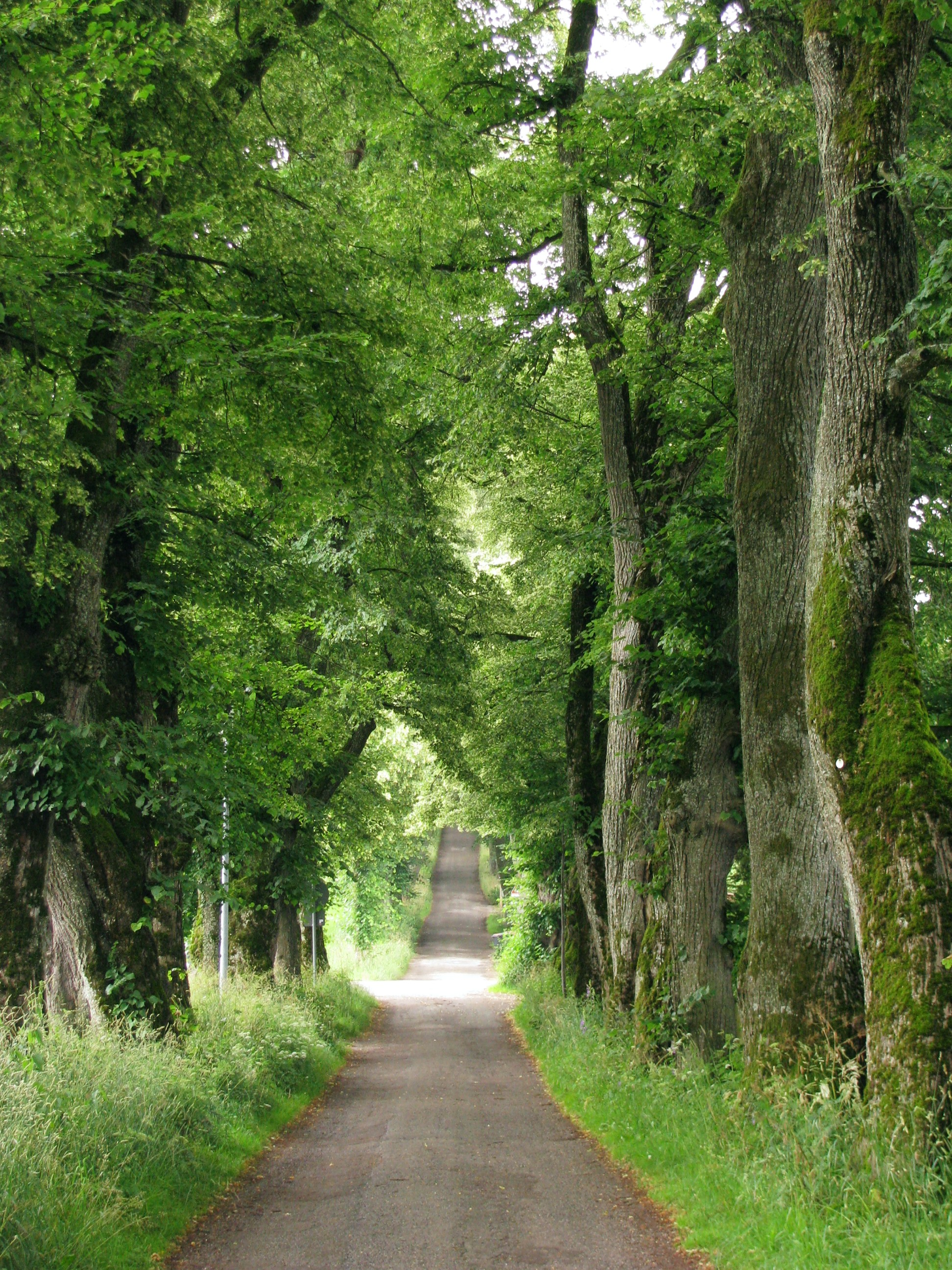
Kurfürstenallee

Bereits 1424 bestand nach urkundlichen Überlieferungen ein Schloss in Oberdorf. Zwischen 1505 und 1517 ließ der Fürstbischof Heinrich von Lichtenau einen spätgotischen Neubau ausführen. 1598 und 1599 wurde es stark erweitert. Dieses Schloss bestand bis 1722, dann wurde es abgerissen und durch Fürstbischof Alexander Sigismund, Pfalzgraf bei Rhein, durch den heutigen barocken Schlossbau ersetzt. Baumeister war Johann Georg Fischer aus Oberdorf im Allgäu. Als letzter Augsburger Fürstbischof starb hier 1812 Clemens Wenzeslaus von Sachsen, der zugleich letzter Kurfürst von Trier gewesen war. 
Nach der Säkularisation übernahm der bayerische Staat das Herrschaftsgebäude und das königliche Landgericht sowie das Oberdorfer Rentamt zogen hier 1819 ein. 1864 folgte die Messungsbehörde – das heutige Vermessungsamt. 1876 zog die Präparandenschule ins Schloss und blieb dort bis 1923. Bis 1967 war das Schloss Sitz des Landratsamts des Landkreises. 1967 kam es zu einem Brand im Schloss und der West- und Südflügel standen dann in der Folge leer, bis der Bau 1984 renoviert wurde.
Das Schloss ist seit 1984 Sitz der Bayerischen Musikakademie Marktoberdorf. 1996 wurde der neue, unterirdische Konzertsaal vor dem Schloss eröffnet.

## Weblinks

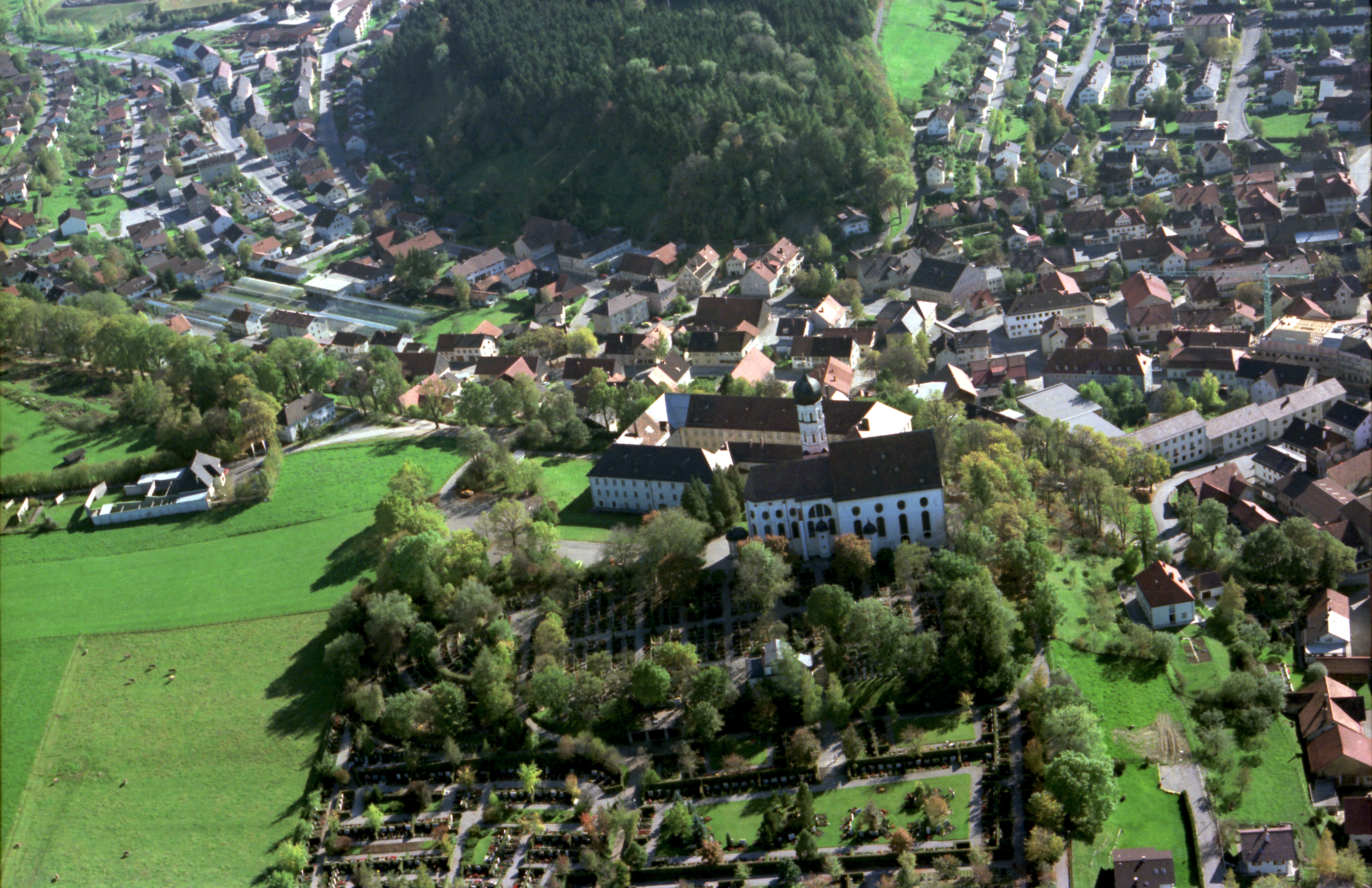
Luftaufnahme von Schloss und Pfarrkirche